# The Sterile Cuckoo
The Sterile Cuckoo (Brasil: Os Anos Verdes ) é um filme norte-americano de 1969, do gênero comédia dramática, dirigido por Alan J. Pakula  e estrelado por Liza Minnelli e Wendell Burton.